# Ruki Wwierch
Ruki Wwierch (ros. Руки Вверх) – rosyjski zespół muzyczny, założony w 1995 roku.

## Historia zespołu
Zespół powstał w 1995 roku z inicjatywy Siergieja Żukowa i Aleksieja Potiechina, którzy poznali się kilka lat wcześniej podczas pracy w radiu Jewropa plius Samara. Początkowo projekt nosił nazwę Diadiuszka Rej i kompanija (ros. Дядюшка Рэй и компания). Pod koniec 1994 roku wysłali swoje demo do siedziby radia Maksimum, załączając do niego opis: Эта музыка заставит вас поднимать руки вверх (tłum. Ta muzyka sprawi, że zechcecie podnieść ręce do góry). Nagrania dotarły do prezenterów radiowych, Olgi Maksimowej i Konstantina Michajłowa, którzy w swojej audycji zapowiedzieli nagranie zespołu słowami: Молодая группа „Руки вверх!“ (tłum. Młoda grupa „Ręce do góry!).
W 1997 roku wydali swój debiutancki album studyjny, zatytułowany Dyszitie rawnomierno!, zawierający przeboje „Małysz” i „Studient”, w którym żeńskie partie wokalne zaśpiewała Jelizabeta Rodnianska, współpracująca z zespołem także nad innymi nagraniami. W 1998 roku ukazały się ich trzy nowe płyty studyjne: Ruki Wwierch, doktor Szlagier!, Sdiełaj pogromcze! i Sdiełaj jeszcze gromcze!. Dwa ostatnie zawierały hity, takie jak np. „Czużije guby” i „Lisz o tebie miecztaja”. W 1999 roku premierę miał ich piąty album studyjny, zatytułowany Biez tormozow, który sprzedał się w nakładzie ponad 12 mln egzemplarzy. Pod koniec lat 90. zespół założył własną wytwórnię muzyczną Pliaszuszczie czelowieczki.
W 2000 roku wydali szóstą płytę studyjną, zatytułowaną Zdrawstwij, eto ja, zawierającą m.in. przebój „Aj–jaj–jaj”. W tym samym roku niemiecki zespół ATC wydał singiel „Around the World (La La La La La)”, posiadający sample z piosenki „Piesenka” z albumu pt. Sdiełaj pogromcze!.
W 2001 roku ukazały się dwa kolejne albumy Ruki Wwierch: Nie bojsia, ja s toboj i Malenkie diewoczki, promowane m.in. przez singiel „18 mnie uże”. Do 2006 roku wydali jeszcze cztery płyty studyjne: Koniec popsie, tancujut wsie! (2002), Mnie s toboju choroszo (2003), A diewoczkam tak chołodno (2004) i Fuc*in’ Rock’n’Roll (2006). W sierpniu 2006 roku muzycy zawiesili działalność zespołu.
Po rozpadzie zespołu obaj wokaliści skupili się na karierze solowej, wydając nowe nagrania. Wiosną 2008 roku Potiechin rozpoczął pracę nad autorskim projektem Triek & Bliuz. W tym czasie Żukow wydał album studyjny, zatytułowany W poiskach nieżnosti, a kolejne nagrania zaczął sygnować nazwą Ruki Wwierch. W 2012 roku ukazała się nowa płyta, sygnowana nazwą zespołu, zatytułowana Otkroj mnie dwieri.

## Dyskografia

### Albumy studyjne
- Dyszitie rawnomierno! (1997)
- Ruki Wwierch, doktor Szlagier! (1998)
- Sdiełaj pogromcze! (1998)
- Sdiełaj jeszcze gromcze! (1998)
- Biez tormozow (1999)
- Zdrawstwij, eto ja (2000)
- Nie bojsia, ja s toboj (2001)
- Malenkie diewoczki (2001)
- Koniec popsie, tancujut wsie! (2002)
- Mnie s toboju choroszo (2003)
- A diewoczkam tak chołodno (2004)
- Fuc*in’ Rock’n’Roll (2006)
- Otkroj mnie dwieri (2012)